# V1-missil
V-1, Vergeltungswaffe 1 ("Gengældelsesvåben 1") eller Fieseler Fi-103 er et aerodynamisk missil som blev anvendt af tyskerne under den anden verdenskrig.
Over 10.000 V-1 krydsermissiler blev affyret under krigen; omtrent halvdelen menes at have ramt deres mål.
I begyndelsen var målet London, hvor den første V-1 slog ned d. 15. juni 1944. De fleste V-1'ere blev sendt i luften af katapulter anbragt inden for V-1'erens rækkevidde af London. Efterhånden kom disse områder i hænderne på de Allierede. Luftwaffe sendte omkring 1600 V-1 af sted mod London fra Heinkel He 111 bombefly over Nordsøen.
Udviklingen af V-1 skete ved Luftwaffes forsøgsanlæg i Peenemünde.
Under afprøvningen fløj et V1 på afveje og landede den 22. august 1943 på Bornholm, hvor det lykkedes den danske officer Hasager Christiansen at fotografere det, før det blev fundet af tyskerne.
Fotografierne blev smuglet til England, hvor de hjalp efterretningstjenesten især fysikeren R. V. Jones med at vurdere våbnet.

## Henvisning
1. ↑  R. V. Jones (1978). Most Secret War.